# 1704 Wachmann
1704 Wachmann (A924 EE) là một tiểu hành tinh vành đai chính được phát hiện ngày 7 tháng 3 năm 1924 bởi K. Reinmuth ở Heidelberg.